# Yūko Minaguchi
Yūko Minaguchi (jap. 皆口 裕子 Minaguchi Yūko; ur. 26 czerwca 1966 w Tokio) – japońska seiyū pracująca dla Aoni Production. Znana głównie z roli Czarodziejki z Saturna Hotaru Tomoe w anime z serii Czarodziejka z Księżyca, głównie w Sailor Moon S.

## Anime
- Alexander: The Movie – Roxanne
- Apfel Land Story (OVA) – Freida
- Mercelída Ygvar w:
  - Astarotte no Omocha! (OVA)
  - Astarotte's Toy
- Cardcaptor Sakura – Nadeshiko Kinomoto
- Casshern Sins – Ringo; Wrench (odc. 2-3)
- Kōko Ibuki
  - Clannad (movie)
  - Clannad (TV)
- Condition Green (OVA) – Emilie Branford
- Daa! Daa! Daa! – Miki Kouzuki
- Dai Yamato Zero-go (OVA) – Hongô
- Desert Punk – Natsuko Kawaguchi
- Devil Lady – Konno Hitomi
- DNA Sights 999.9 (movie) as Mello; Mellow
- Videl w
  - Dragon Ball GT
  - Dragon Ball Super
  - Dragon Ball Z
  - Dragon Ball Z Movie 10: Broly – Second Coming
  - Dragon Ball Z Movie 12: Fusion Reborn
  - Dragon Ball Z Movie 13: Wrath of the Dragon
  - Dragon Ball Z: Battle of Gods (movie)
  - Dragon Ball: Yo! The Return of Son Goku and Friends!! (ONA)
- Dragon Ball – Pan
- Dragon’s Heaven (OVA) – Ikuuru
- Dr. Slump – Zofia Zawierucha
- Elementalors (movie) – Shiohisa
- Fairy Musketeers – Saya Suzukaze (matka Souta)
- Final Approach – Yurika Menou
- Final Fantasy: Legend of the Crystals (OVA) – Rinary
- Final Fantasy: Unlimited  – Marie Hayakawa
- Fushigiboshi no Futago Hime – Księżniczka Grace
- Galaxy Express 999: Eternal Fantasy (movie) – Claire
- Gensomaden Saiyuki: Kibou no zaika (OVA) – Yaone
- Getsumen To Heiki Mina – Mikasa Tsukuda
- Golden Boy (OVA) – Naoko Katsuda (odc. 2)
- Greed (OVA) – Key Mi
- Yukariko Sanzenin w:
  - Hayate the Combat Butler
  - Hayate the Combat Butler! Cuties
  - Hayate the Combat Butler!!
  - Hayate the Combat Butler: Can't Take My Eyes Off You
- Heartcatch Precure! – Haruka
- Hell Girl: Three Vessels  Nanami Kikuchi (odc. 21)
- Hello! Lady Lin – Dorothy
- Here Is Greenwood (OVA) – Misako
- Inuyasha – Koyuki
- Jewelpet Sunshine – Jewelina; Narrator
- Kamen no Maid Guy – Madam J (Sweet Holstein manager) (odc. 9)
- Kamen no Ninja Akakage (TV) as Akane
- Akiko Minase w:
  - Kanon (TV 1/2002)
  - Kanon (TV 2/2006)
  - Kanon Kazahana (special)
- Zapiski detektywa Kindaichi – Sakura
- (The) Legend of Heroes: Trails in The Sky (special) – Kloze Rinz
- Luna Varga (OVA) – Veena
- Magical Play (ONA) – Purilun
- Maluda – Keiko Noyama (matka Azusy)
- MapleStory – Kino
- MAPS (OVA 1987) – Hoshimi Kimizuka
- Hotaru Tomoe/Sailor Saturn w:
  - Sailor Moon S
  - Sailor Moon Sailor Stars
  - Sailor Moon SuperS (special)
- Yaone w:
  - Saiyuki
  - Saiyuki Gunlock
  - Saiyuki Reload
  - Saiyuki: Requiem (movie)
- Shiba-wanko no Wa no Kokoro – Yuki-chan
- Shinzo – Yakumo
- Singles (OVA) – Saki Sakisaka
- Sket Dance – Aiko Omi (odc. 15)
- Slam Dunk (movie) – Yoko Shimura
- Space Pirate Captain Herlock The Endless Odyssey (OVA) – Mimeh
- Tales of Eternia – Farah Oersted
- X movie – Hinoto
- Yawara Inokuma w:
- Yawara! A Fashionable Judo Girl
- Yawara! Soreyuke Koshinuke Kids!! (movie)
- Yawara! Special – Zutto Kimi no Koto ga
- Yes! Pretty Cure 5 – Flora
- Yes! Precure 5: Kagami no kuni no miracle daibōken! – Dark Mint
- Yona Yona Penguin (movie) – matka Chaleyego
- Acchi kocchi – Miiko Inui[2]